# Niemen (Album)
Niemen, auch Czerwony Album („Rotes Album“, nach der Farbe des Plattencovers), ist ein Doppelalbum von Czesław Niemen, das 1971 erschien. Das Plattencover selbst enthält keinen direkten LP-Titel. Das Album wird auch als Człowiek jam niewdzięczny, Ungrateful Man I Am, und Red Niemen bezeichnet.
Mit diesem Doppel-Album setzte Niemen die auf Enigmatic begonnene Entwicklung seines Musikstils in Richtung Progressive Rock und Avantgarde fort. Wie bereits Enigmatic enthält das Album ein überlanges Einleitungsstück, es umfasst die gesamte erste Seite der LP 1. Im Unterschied zu den bis dahin erschienenen und auch den meisten folgenden Produktionen spielt Niemen auf Niemen nicht die Hammond-Orgel, sondern Flöte.

## Trackliste
- LP 1:

1. Człowiek jam niewdzięczny -  (Lyrics Czesław Niemen)  20:32
2. Aerumnarum Plenus -  (Lyrics Cyprian Kamil Norwid)  7:35
3. Italiam, Italiam -   (Lyrics Cyprian Kamil Norwid)  4:58
4. Enigmatyczne impresje (instrumental) 7:27

- LP 2:

1. Nie jesteś moja -  (Lyrics Czesław Niemen)  8:15
2. Wróć jeszcze dziś -  (Lyrics Wojciech Młynarski)  3:47
3. Mój pejzaż -  (Lyrics Marta Bellan)  5:13
4. Sprzedaj mnie wiatrowi -  (Lyrics Ryszard Marek Groński)  4:27
5. Zechcesz mnie, zechcesz -  (Lyrics Wojciech Młynarski)  3:34
6. Chwila ciszy -  (Lyrics Wojciech Młynarski)  5:01
7. Muzyko moja -  (Lyrics Wojciech Młynarski)  3:54

## Künstler
- Czesław Niemen – Vocals, Flute
- Jacek Mikuła – Hammond-Orgel
- Tomasz Jaśkiewicz – Gitarre
- Janusz Zieliński – E-Bass
- Czesław Bartkowski – Percussions
- Zbigniew Namysłowski – Altsaxophon
- Janusz Stefański – Perkussion
- Krystyna Prońko, Zofia Borca, Elżbieta Linkowska – Begleitgesang

außerdem:
- Musikgruppe Partita – Chorgesang